# Charaxes superbus
Charaxes superbus är en fjärilsart som beskrevs av Schultze 1908. Charaxes superbus ingår i släktet Charaxes och familjen praktfjärilar. Inga underarter finns listade i Catalogue of Life.

## Bildgalleri

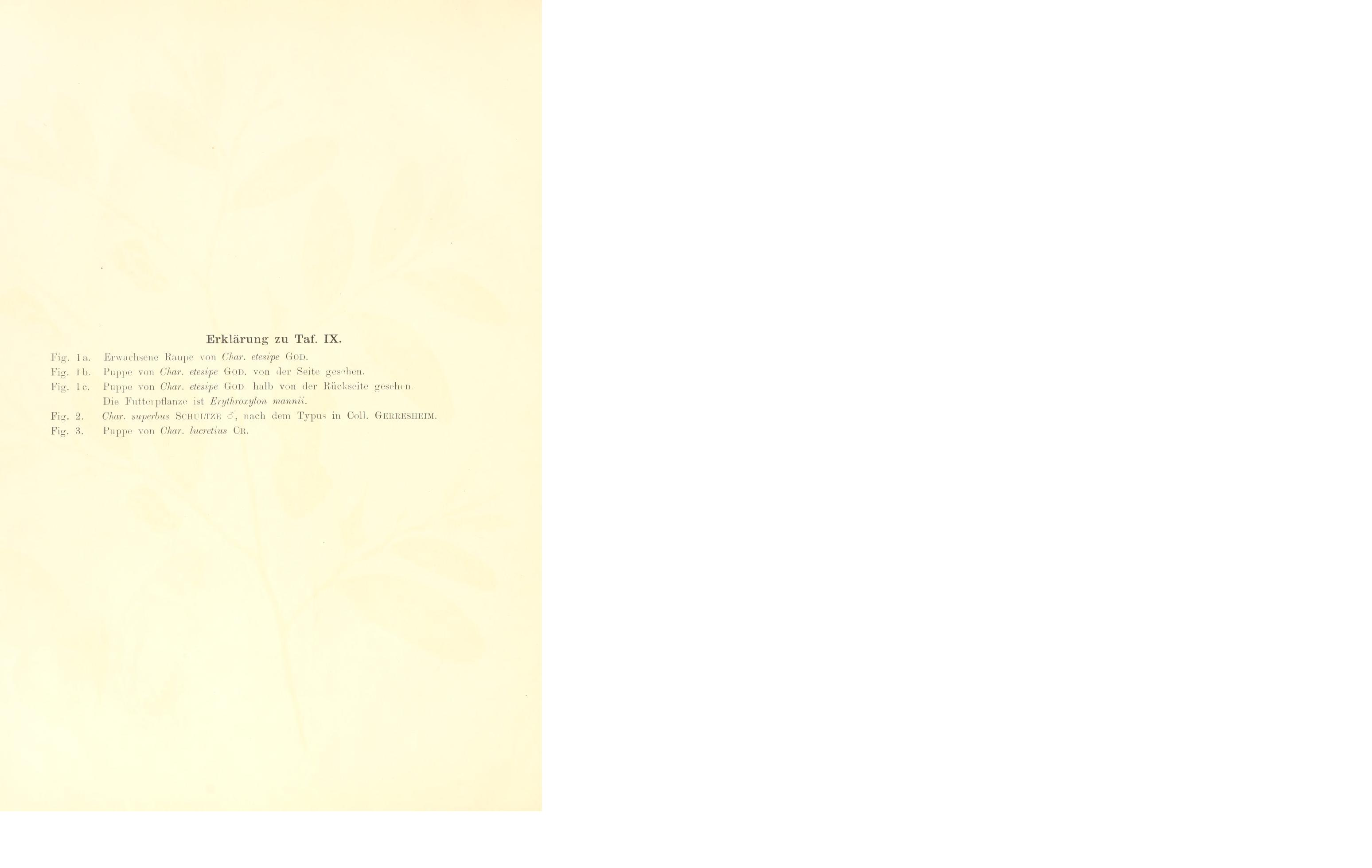